# Five (pupazzo)
Five (pronunciato come il numero 5 in inglese) è stata nei primi anni ottanta la mascotte dell'esordiente Canale 5, un pupazzo impertinente e dispettoso dalle sembianze di un draghetto arancione, con la testa modellata sul biscione del logo di Canale 5 dell'epoca, a sua volta ispirato allo stemma araldico dei Visconti.
Silvio Berlusconi commissionò a Maria Perego, la creatrice di Topo Gigio, il prototipo di "Five" ma il risultato non lo soddisfece e si rivolse così al Gruppo 80 di Enrico Valenti e Kitty Perria, che realizzarono la versione definitiva in gommapiuma. Il pupazzo era animato attraverso la tecnica su nero e la voce era doppiata dall'attore Marco Columbro.
Inizialmente impiegato all'interno della trasmissione Premiatissima dove faceva da spalla al musicista Augusto Martelli nella promozione del concorso "Operazione Five", visto il grande successo ottenuto specie tra i bambini, divenne protagonista delle trasmissioni Five Time, Domenica con Five e Pomeriggio con Five, incidendo le sigle New Five Time (con Cristina D'Avena), Five e Ma che Five e dove "interpretava" contemporaneamente diversi personaggi, tra i più popolari "Dracula Five" e l'infermiera "Nelly Five Così".
Con l'acquisto da parte della Fininvest di Italia 1 si decise di concentrare il pubblico infantile su questa rete e di realizzare il pupazzo Uan, per la trasmissione Bim bum bam. Seguì poi anche Four per la trasmissione Ciao Ciao di Rete 4.
Per 3 stagioni e mezzo, di fila, nel corso del gioco a quiz Superflash, condotto da Mike Bongiorno, Five fu travestito da SuperFive, mascherato con una benda rossa, come quello di Superman, e fu il Jolly, presente nel tabellone per il gioco del "Giornalone", e anche logo del programma.
Numeroso all'epoca il merchandising sviluppato sulla sua immagine, dal pupazzo a grandezza naturale (che veniva regalato ai concorrenti dei quiz di Mike Bongiorno e di Corrado), alle compilation musicali Fivelandia che hanno mantenuto questo nome fino a metà anni 2000, anche dopo la sua definitiva scomparsa dal video.
Era presente in molte trasmissioni: Bis, Superflash, Il pranzo è servito, Ciao gente!, ecc.
Per un certo periodo il pupazzo di Five venne utilizzato anche come mascotte del Milan con il nome Dudy, soprannome di Pier Silvio Berlusconi. Five scomparve dalle scene nel 1985.
Nel 2001, i pupazzi Uan, Four e Five furono donati alla Scuola di Arte Drammatica "Paolo Grassi" di Milano. La notte del 15 ottobre 2005, i tre pupazzi furono rubati e ancora oggi rimane un mistero la loro sparizione, aggravata anche dal fatto che, essendo di fattura artigianale, ne esistono pochissime copie.

## Discografia
La collana di LP Fivelandia, incisi da Cristina D'Avena, prende il nome dal personaggio.

### Singoli
- 1981 - Five/Ma che Five (Five Record FM 13007)
- 1983 - New Five Time (Five Record FM 13030) (con Cristina D'Avena)